# Zunder (Ladenetz)
Zunder ist ein spanisches Unternehmen zum Betrieb eines Schnellladenetzes für Elektrofahrzeuge. Der Ladeinfrastruktur-Anbieter (Charge Point Operator, CPO) bietet Ladestationen in Spanien, Frankreich und Portugal an.

## Geschichte
Das Startup wurde 2017 mit einem initialen Investment von 100 Millionen Euro von Daniel Pérez und Lorenzo Antolin als EasyCharger gegründet. Zu dieser Zeit waren sie Mobilitätsanbieter und integrierten andere Angebote.
Im Jahr 2022 erhielten sie 100 Millionen Euro vom französischen Investor Mirova. Geplant sind insgesamt 300 Millionen Euro über drei Jahre. Damit sollen bis 2025 mindestens 4000 Schnelllader in Südeuropa errichtet werden. Im Februar 2023 erhielt Zunder 40 Millionen von der Europäischen Investionsbank für HPC-Lader in (wirtschaftlich schwachen) Kohäsionsregionen.
Im Jahr 2024 hatte das Unternehmen 160 Stationen und mehr als 850 Ladepunkte in Betrieb.
2025 will Zunder über seine Plattform mehr als 40 000 Ladepunkte verwalten. Bis dahin sind Investitionen von 300 Millionen Euro geplant. Zu diesem Zweck sicherte sich das Unternehmen im Juli 2024 einen Kredit von Santander über 225 Millionen Euro.